# لوحة السهام البشرية
لوحة السهام البشرية هي عرض جانبي معاصر حيث يقوم شخص بإلقاء السهام على شخص آخر. عادة ما يكون الرامي هو مساعد الهدف أو أحد أفراد الجمهور . تم الترويج لهذا العمل من قبل  جيم روز سيرك  ، حيث قام به جيم ، في دور الهدف ، وزوجته بيب، التي رميت السهام. عادة ما يتم رمي السهام في الجزء الخلفي من الهدف ، ويتم حماية العمود الفقري بلوحة أو جسم طويل آخر عالق في حزام الخصر. 

## المؤدين البارزين
- ليزاردمان
- جاربي ليبالا
- سيرك ديلا مورتي